# Benoît Puga
Benoît Puga (Saint-Mandé, 30 gennaio 1953) è un generale francese.

## Biografia
Benoît Puga è nato a Saint-Mandé il 30 gennaio 1953 ed è figlio del tenente colonnello Hubert Puga, un ufficiale di cavalleria che ha terminato la sua carriera come comandante del 27º reggimento dei dragoni e che ha avuto un ruolo nel putsch di Algeri del 1961. Ha un fratello, Denis, vicario della chiesa di Saint-Nicolas-du-Chardonnet di Parigi.
Dopo due anni di propedeutica al Prytanée national militaire, nel settembre del 1973 è stato ammesso come allievo ufficiale all'École spéciale militaire de Saint-Cyr. Alla fine della sua formazione ha scelto di entrare in servizio nella fanteria ed è entrato all'École d'application de l'infanterie di Montpellier. Nell'aprile del 1978, dopo due anni come capo della sezione carrista AMX-13 Nord SS-11 del 1º gruppo di cacciatori di Reims e un soggiorno in un'unità di ricognizione in elicottero, è entrato nel 2º reggimento paracadutisti di Calvi. Con questo reggimento ha eseguito molte operazioni esterne. Ha partecipato alla battaglia di Kolwezi nel maggio del 1978 e agli interventi in Gabon nel 1979, a Gibuti nel 1980 e nel 1981, in Libano nel 1982, nella Repubblica Centrafricana nel 1983 e infine nel Ciad (Operazione Manta) nel 1984. Tra l'agosto del 1984 e il giugno del 1989 ha lavorato come ufficiale di guardia al centro operativo dell'esercito, responsabile del gruppo di studi strategici del Segretariato generale della difesa e della sicurezza nazionale, stagista presso l'École supérieure de guerre e al corso superiore per servizi congiunti. Nel settembre del 1989 ha assunto il comando di un battaglione dell'École spéciale militaire de Saint-Cyr, Nel 1992 è stato riassegnato al personale dell'esercito e ha iniziato a lavorare alla riorganizzazione del comando operativo e alla stesura del Libro bianco sulla difesa. Nel 1994 è stato assegnato alla ex Jugoslavia come assistente militare del generale Bertrand de La Presle e poi come consigliere militare di Carl Bildt. Nell'agosto del 1996 gli è stato assegnato il comando del 2º reggimento paracadutisti con il quale ha partecipato all'operazione Almandin nella Repubblica Centrafricana e all'operazione Pelican nella Repubblica del Congo. Dal 1998 è stato professore al Collège interarmées de Défense, di nuovo consigliere militare di Carl Bildt, revisore dell'Istituto di studi avanzati della difesa nazionale e del Centro per studi militari avanzati, vice capo dell'Admiral Joint Operations Centre (COIA) e responsabile del centro per la pianificazione e la conduzione delle operazioni (CPCO). Nel 2004 è stato nominato comandante generale delle operazioni speciali (GCOS). Nel 2007 è diventato vice capo delle operazioni dello staff delle forze armate. Nel corso della riunione del Consiglio dei Ministri del 2 luglio 2008 è stato nominato direttore del servizio segreto militare ed è entrato in carica il 1º settembre 2008. Il 5 marzo 2010 è stato nominato capo di stato maggiore personale del Presidente della Repubblica Nicolas Sarkozy. È succeduto all'ammiraglio Édouard Guillaud che era stato nominato Capo di Stato Maggiore della Difesa. Il presidente François Hollande lo ha confermato due volte. Il 6 luglio 2016 ha lasciato l'incarico e gli è succeduto l'ammiraglio Bernard Rogel, già Capo di Stato Maggiore della Marina. È considerato dai suoi pari come l'ufficiale generale che ha battuto il record di longevità (sei anni) nell'ambito dell'ufficio di Capo di Stato Maggiore del Presidente della Repubblica.
Con decreto del 23 agosto 2016 è stato nominato gran cancelliere dell'Ordine della Legion d'Onore e cancelliere dell'Ordine nazionale al merito. È entrato in carica il 1º settembre. Ha lasciato questi uffici il 31 gennaio 2023.
Nel giugno del 2017 ha partecipato all'incontro del Gruppo Bilderberg.
Il generale Benoît Puga viene preso di mira nel 2024 da un'indagine della Procura finanziaria nazionale per "corruzione", "spacciamento di influenze" e "assunzione illegale di interessi": è sospettato di aver raggiunto un compromesso con il senatore Jean-Pierre Bansard.